# 산타렝군
산타렝군은 포르투갈의 산타렝 현에 속해 있으며, 산타렝 시를 포함하고 있다.